# Cryptocentrus leonis
Cryptocentrus leonis är en fiskart som beskrevs av Smith, 1931. Cryptocentrus leonis ingår i släktet Cryptocentrus och familjen smörbultsfiskar. IUCN kategoriserar arten globalt som otillräckligt studerad. Inga underarter finns listade i Catalogue of Life.